# Misfit (film)
Misfit is een Nederlandse film uit 2017, geregisseerd door Erwin van den Eshof.

## Verhaal
Julia is een Nederlandse tiener wier ouders na een jarenlang verblijf in de Verenigde Staten besluiten terug naar Nederland te verhuizen. In de VS was zij een populair meisje op school, maar in Nederland wordt ze door de populaire meisjes op school meteen beschouwd als een misfit, een buitenbeentje. Julia krijgt de kans om terug te keren naar de VS als ze de talentenwedstrijd op school kan winnen. Ze is een goede zangeres, maar heeft nog nooit opgetreden voor een publiek omdat ze telkens door de plankenkoorts moet overgeven. Dat geheim wordt al snel ontdekt door haar grootste tegenstander, die er alles aan zal doen om te winnen.

## Rolverdeling

### Hoofdcast
| Acteur           | Personage         |
| ---------------- | ----------------- |
| Djamila          | Julia             |
| Donny Roelvink   | Robin             |
| Niek Roozen      | Nick              |
| Chris Tates      | Houtkamp          |
| Eddy Zoëy        | Jack              |
| Bente Fokkens    | Magenta           |
| Jolijn Henneman  | Sterre Hagendoorn |
| Jill Schirnhofer | Jocelyne          |
| Fenna Ramos      | Esmee             |
| Gio Latooy       | Tim               |
| Sara Ras         | Sanne             |

### Andere acteurs
- Défano Howlijn als Ricardo
- Sara Ras als Sanne
- Mirja Poelstra als Daisy
- Menno Slot als gymleraar
- Wouter Oosterwijk als vader Julia
- Marjan Lammers als moeder Julia
- Gentle Buter als fitness meisje
- Pleun Bierbooms als jurylid
- Isabel Provoost als jurylid
- Thijs Pot als jurylid
- Melanie Latooy als selfie chick
- Tobias van Raaij als Diederik

## Achtergrond

### Productie
De filmopnamen gingen van start op 20 mei 2017 en vonden plaats in Amsterdam, Eindhoven en Lisse.

### Internationaal
Nadat de film in de Nederlandse bioscopen een redelijk goed publiek aantrok, werd bekendgemaakt dat de rechten van de film aan Duitsland waren verkocht. In de Duitse variant wordt de Nederlandse film compleet nagespeeld met Duitse acteurs en worden sommige onderwerpen en namen meer aangepast naar wat bij Duitsland paste. De Nederlandse Sylvie Meis had een rol in de Duitse variant, ze was te zien als mevrouw Himmelmann. Deze variant ging in Duitsland op 14 maart 2019 in première.
In mei 2019 werd bekend gemaakt dat Polen de rechten van de film heeft gekocht en bezig is om hun variant van de film te gaan filmen. Ook hier werden de namen aangepast aan de Poolse omstandigheden. Bovendien werd besloten dat sommige acteurs zichzelf speelden - dit betrof zowel juryleden als optredens in filmbands zoals My3 (de Poolse versie van de Vlaamse band K3) die een van de squadrons creëerde wiens naam de echte naam van de band was. De Poolse versie onder de naam "Jestem M. Misfit" had versies op 8 oktober 2019.